# Schi acrobatic la Jocurile Olimpice de iarnă din 2022 - sărituri (masculin)
Proba de schi acrobatic, sărituri masculin de la Jocurile Olimpice de iarnă din 2022 de la Beijing, China a avut loc pe 15 și 16 februarie 2022 la Genting Snow Park.

## Program
Orele sunt orele Chinei (ora României + 6 ore).
| Dată         | Ora                     | Rundă                     |
| ------------ | ----------------------- | ------------------------- |
| 17 februarie | 19:00–19:40 19:45–20:15 | Calificări 1 Calificări 2 |
| 18 februarie | 19:00–20:15             | Finală                    |

## Rezultate

### Calificări 1
Primii 6 sportivi s-au calificat direct în finală, restul urmând a participa la un al doilea tur de calificări.
| Loc | Nr. de concurs | Ordine | Nume                 | Țară                       | Scor   | Note |
| --- | -------------- | ------ | -------------------- | -------------------------- | ------ | ---- |
| 1   | 4              | 5      | Qi Guangpu           | China                      | 127,88 | C    |
| 2   | 3              | 14     | Jia Zongyang         | China                      | 125,67 | C    |
| 3   | 7              | 15     | Noé Roth             | Elveția                    | 123,08 | C    |
| 4   | 9              | 24     | Eric Loughran        | Statele Unite ale Americii | 121,24 | Q    |
| 5   | 13             | 7      | Oleksandr Abramenko  | Ucraina                    | 120,36 | C    |
| 6   | 20             | 12     | Christopher Lillis   | Statele Unite ale Americii | 119,91 | C    |
| 7   | 10             | 3      | Stanislav Nikitin    | COR                        | 119,47 |      |
| 8   | 15             | 17     | Justin Schoenefeld   | Statele Unite ale Americii | 118,59 |      |
| 9   | 17             | 23     | Ilya Burov           | COR                        | 117,65 |      |
| 10  | 19             | 21     | Stanislau Hladchenka | Belarus                    | 115,49 |      |
| 11  | 14             | 6      | Miha Fontaine        | Canada                     | 115,05 |      |
| 12  | 6              | 22     | Wang Xindi           | China                      | 114,60 |      |
| 13  | 16             | 8      | Émile Nadeau         | Canada                     | 112,83 |      |
| 14  | 5              | 11     | Pirmin Werner        | Elveția                    | 112,22 |      |
| 15  | 12             | 20     | Sherzod Khashyrbayev | Kazahstan                  | 109,74 |      |
| 16  | 21             | 19     | Maksim Gustik        | Belarus                    | 109,74 |      |
| 17  | 23             | 16     | Lloyd Wallace        | Marea Britanie             | 108,41 |      |
| 18  | 22             | 9      | Pavel Dzik           | Belarus                    | 106,20 |      |
| 19  | 25             | 13     | Lewis Irving         | Canada                     | 103,98 |      |
| 20  | 11             | 10     | Nicolas Gygax        | Elveția                    | 101,77 |      |
| 21  | 1              | 2      | Maxim Burov          | COR                        | 95,02  |      |
| 22  | 18             | 18     | Oleksandr Okipniuk   | Ucraina                    | 92,76  |      |
| 23  | 2              | 4      | Sun Jiaxu            | China                      | 85,40  |      |
| 24  | 8              | 1      | Dmytro Kotovskyi     | Ucraina                    | 73,89  |      |

### Calificări 2
Primii 6 sportivi din această rundă de calificări au mers mai departe în finală
| Loc | Nr. de concurs | Ordine | Nume                 | Țară                       | Runda 1 | Runda 2 | Cel mai bun rezultat | Note |
| --- | -------------- | ------ | -------------------- | -------------------------- | ------- | ------- | -------------------- | ---- |
| 1   | 18             | 13     | Oleksandr Okipniuk   | Ucraina                    | 92,76   | 125,00  | 125,00               | C    |
| 2   | 5              | 9      | Pirmin Werner        | Elveția                    | 112,22  | 123,45  | 123,45               | C    |
| 3   | 17             | 18     | Ilya Burov           | COR                        | 117,65  | 120,36  | 120,36               | C    |
| 4   | 10             | 3      | Stanislav Nikitin    | COR                        | 119,47  | 86,88   | 119,47               | C    |
| 5   | 15             | 12     | Justin Schoenefeld   | Statele Unite ale Americii | 118,59  | 105,88  | 118,59               | C    |
| 6   | 19             | 16     | Stanislau Hladchenka | Belarus                    | 115,49  | 107,69  | 115,49               | C    |
| 7   | 14             | 5      | Miha Fontaine        | Canada                     | 115,05  | 107,69  | 115,05               |      |
| 8   | 6              | 17     | Wang Xindi           | China                      | 114,60  | 98,19   | 114,60               |      |
| 9   | 8              | 1      | Dmytro Kotovskyi     | Ucraina                    | 73,89   | 114,03  | 114,03               |      |
| 10  | 1              | 2      | Maxim Burov          | COR                        | 95,02   | 113,28  | 113,28               |      |
| 11  | 16             | 6      | Émile Nadeau         | Canada                     | 112,83  | 102,26  | 112,83               |      |
| 12  | 2              | 4      | Sun Jiaxu            | China                      | 85,40   | 110,86  | 110,86               |      |
| 13  | 12             | 15     | Sherzod Khashyrbayev | Kazahstan                  | 109,74  | 69,23   | 109,74               |      |
| 14  | 21             | 14     | Maksim Gustik        | Belarus                    | 109,74  | 97,20   | 109,74               |      |
| 15  | 23             | 11     | Lloyd Wallace        | Marea Britanie             | 108,41  | 71,94   | 108,41               |      |
| 16  | 22             | 7      | Pavel Dzik           | Belarus                    | 106,20  | 81,45   | 106,20               |      |
| 17  | 25             | 10     | Lewis Irving         | Canada                     | 103,98  | 80,99   | 103,98               |      |
| 18  | 11             | 8      | Nicolas Gygax        | Elveția                    | 101,77  | 103,62  | 103,62               |      |

### Finală
| Loc | Nr. de concurs | Nume                 | Țară                       | Finala 1   | Finala 1   | Finala 1             | Finala 2                 |
| Loc | Nr. de concurs | Nume                 | Țară                       | Săritura 1 | Săritura 2 | Cel mai bun rezultat | Finala 2                 |
| --- | -------------- | -------------------- | -------------------------- | ---------- | ---------- | -------------------- | ------------------------ |
| 1   | 4              | Qi Guangpu           | China                      | 125,22     | 114,48     | 125,22               | 129,00                   |
| 2   | 13             | Oleksandr Abramenko  | Ucraina                    | 123,53     | 113,57     | 123,53               | 116,50                   |
| 3   | 17             | Ilya Burov           | COR                        | 109,05     | 129,50     | 129,50               | 114,93                   |
| 4   | 5              | Pirmin Werner        | Elveția                    | 126,24     | 114,93     | 126,24               | 111,50                   |
| 5   | 15             | Justin Schoenefeld   | Statele Unite ale Americii | 120,36     | 123,53     | 123,53               | 106,50                   |
| 6   | 20             | Christopher Lillis   | Statele Unite ale Americii | 125,67     | 122,17     | 125,67               | 103,00                   |
| 7   | 3              | Jia Zongyang         | China                      | 123,45     | 88,69      | 123,45               | Nu a avansat în finala 2 |
| 8   | 7              | Noé Roth             | Elveția                    | 122,13     | 110,41     | 122,13               | Nu a avansat în finala 2 |
| 9   | 18             | Oleksandr Okipniuk   | Ucraina                    | 91,40      | 122,01     | 122,01               | Nu a avansat în finala 2 |
| 10  | 10             | Stanislav Nikitin    | COR                        | 117,26     | 119,00     | 119,00               | Nu a avansat în finala 2 |
| 11  | 19             | Stanislau Hladchenka | Belarus                    | 115,93     | 116,29     | 116,29               | Nu a avansat în finala 2 |
| 12  | 9              | Eric Loughran        | Statele Unite ale Americii | 111,95     | 90,50      | 111,95               | Nu a avansat în finala 2 |